# Tetramorium agnum
Tetramorium agnum är en myrart som först beskrevs av Santschi 1935.  Tetramorium agnum ingår i släktet Tetramorium och familjen myror. Inga underarter finns listade i Catalogue of Life.